# Luffarprickar
Luffarprickar eller luffarmärket är tre tatuerade prickar i vecket mellan tumme och pekfinger.

## Beskrivning
Luffarprickar tatueras på den egna handen, och består av tre prickar i en triangel, vanligtvis placerad på huden mellan tummen och pekfingret för att kunna döljas när man håller ihop dessa fingrar.

## Förekomst
I Sverige förknippas luffarprickar med sjömän, kåkfarare och luffare, men var även populärt bland vissa grupper av ungdomar på 50-60-talet.

## Betydelse
Prickarnas betydelse varierar för olika grupper. Sjömän kunde göra luffarprickar på sin första seglats. Prickarna har hos dem symboliserat uddarna Goda Hoppsudden, Kap Horn och Kap Verde-halvön. Inom Örlogsflottan symboliserades trohet till Kungen, Drottningen och Kronprinsen. För luffare tre V:n med betydelsen: "Vi Vandrar Vidare" alternativ "Stockholm, Göteborg, Malmö till Fots". För en del var luffarprickarna något man tatuerade in när man hade sökt jobb i de tre största städerna i Sverige, en prick för varje stad. man fick inte ta tåg eller buss mellan städerna, man skulle vandra till fots eller möjligtvis lifta till och från. 
Andra tolkningar kan vara tro, hopp och kärlek eller livet, vandringen och evigheten. Livet är pricken mot tummen. Den kortaste. Vandringen är pekfingret och evigheten är långfingret.
Fenomenet är också globalt och används av flera olika grupper för att symbolisera olika typer av grupptillhörighet.

## Luffarprickar i populärkultur
Den grävande journalisten Saša Mesić låter vid ett tillfälle i sin TV-serie tatuera luffarprickar. Till skillnad från den "vanliga" sorten, som placeras i vecket mellan tumme och pekfinger, väljer dock Mesić att låta applicera dem vid ryggslutet.
I Tomas Arvidssons Enkelstöten ritar en av rånarna dit tre prickar i tumvecket för att vilseleda polisen. I TV-serien ersattes det av en sjömanstatuering.